# Eduard Dietz

Eduard Dietz um 1905

Eduard Dietz (* 1. November 1866 in Karlsruhe; † 17. Dezember 1940 in Stuttgart) war ein deutscher Jurist und Politiker. Er gilt als Schöpfer der republikanischen Verfassung des Landes Baden von 1919.

## Jugend und Studium
Dietz stammte aus einfachen Verhältnissen. In der Forschungsliteratur wurden als seine Eltern häufig Kilian Dietz, Arbeiter der staatlichen Münze in Karlsruhe, und dessen Ehefrau Rosina genannt. Tatsächlich handelte es sich bei dem Ehepaar Dietz jedoch nur um seine Pflege- und ab 1888 Adoptiveltern. Leiblich war Eduard Dietz ein uneheliches Kind der unverheirateten Kammerzofe Augusta Franzen und des russischen Diplomaten Nikolaus von Blumer. Obwohl er in bescheidenen Verhältnissen aufwuchs, ermöglichte ihm sein leiblicher Vater durch Unterhaltszahlungen den Besuch eines Gymnasiums. Zunächst ging Dietz von 1876 bis 1878 auf das technisch-naturwissenschaftliche Realgymnasium (heute Kant-Gymnasium Karlsruhe), ab 1878 dann auf das humanistische „Großherzogliche Gymnasium“ (heute Bismarck-Gymnasium Karlsruhe).

Eduard Dietz als Student

Nach dem Abitur im Jahr 1885 studierte er an der Ruprecht-Karls-Universität Heidelberg Rechtswissenschaften; das Sommersemester 1888 verbrachte er in Berlin. Nach der Rückkehr nach Heidelberg beendete Dietz das Studium im April 1889 mit dem Ersten Staatsexamen und im folgenden Monat mit der Promotion, für die zu dieser Zeit an seiner Fakultät keine schriftliche Dissertation anzufertigen war. Seit Beginn seines Studiums war er in der Burschenschaft Frankonia Heidelberg aktiv, war mehrere Semester deren Sprecher und verfasste für Zeitschriften der Burschenschaften jahrelang zahlreiche historische Untersuchungen, unter anderem in den Burschenschaftlichen Blättern. Dabei fühlte er sich vor allem deren demokratischer Ursprungstradition und der Revolution von 1848 verbunden. Auch nach Abschluss des Studiums setzte er seine diesbezüglichen Forschungen fort; unter anderem verfasste er 1895 die Geschichte der deutschen Burschenschaft in Heidelberg. Später wurde Dietz Stifter und Mitglied der Burschenschaftlichen Historischen Kommission.

## Tätigkeit als Jurist
An das Studium schloss sich ein dreijähriger juristischer Vorbereitungsdienst an, den Dietz in Karlsruhe, Tauberbischofsheim, Kehl und zuletzt wieder in Karlsruhe absolvierte. Nach der erfolgreich bestandenen Zweiten juristischen Staatsprüfung im Juni 1892 war er zunächst einige Zeit im Justizministerium von Baden beschäftigt, wo er zuletzt Ministerialsekretär war. Im Oktober 1894 wurde er Amtsrichter am Amtsgericht Offenburg (was in dieser Zeit den Vorsitz über ein Schöffengericht bedeutete) und 1897 am Amtsgericht Karlsruhe. Dort wurde er im Juni 1899 zum Oberamtsrichter und wenig später zum 14. Juli 1899 zum Landgerichtsrat am Landgericht Karlsruhe ernannt.
Bereits zum 31. Januar 1900 trat Dietz jedoch auf eigenen Wunsch aus dem Staatsdienst aus und wurde Rechtsanwalt in Karlsruhe. Als möglicher Grund dafür wird diskutiert, dass er sich mittlerweile zum Marxismus bekannt habe und seine Funktion im höheren Justizdienst diesbezüglich als einengend empfand. Tatsächlich trat er wahrscheinlich noch im Jahr 1900 der SPD bei, die in Baden eine parlamentarisch ausgerichtete gemäßigte Politik verfolgte. Beruflich schloss sich Dietz der Anwaltskanzlei Friedrich Weills an, der er nach dem Rückzug Weills im Jahr 1910 als Seniorchef vorstand und die er bis zu seinem Tod im Jahr 1940 leitete. Dabei übernahm er sowohl Strafprozesse als auch Zivilprozesse. Einen Namen als Strafverteidiger machte sich Dietz besonders im Jahr 1907 mit der Verteidigung von Carl Hau, dem man vorgeworfen hatte, seine Schwiegermutter umgebracht zu haben. Dies war einer der spektakulärsten Mordfälle in Karlsruhe und bot Stoff für Spielfilme sowie Romane, darunter Der Fall Maurizius von Jakob Wassermann. Auf Grund von Indizien wurde der Angeklagte zum Tode verurteilt und später auf Betreiben von Dietz durch Großherzog Friedrich II. zu lebenslänglicher Haft begnadigt. Für Dietz waren die Erfahrungen in dem Prozess ein Ausgangspunkt, um eine umfassende Strafrechtsreform sowie eine Reform der Juristenausbildung zu fordern.
Neben seiner Richter- und Anwaltstätigkeit war er in dieser Zeit als Mitarbeiter an der Zeitschrift „Badische Rechtspraxis und Annalen der großherzoglich badischen Gerichte“ beteiligt. Anfang 1897 heiratete Dietz Laura Wohlgemuth.

## Politische Tätigkeit und späte Jahre
Bald nach seinem Beitritt zur SPD gehörte er zum führenden Kreis der Karlsruher Ortsgruppe und betätigte sich vor allem im Bereich der Bildungsarbeit innerhalb der Partei. Ab 1911 saß er für die SPD im Bürgerausschuss und im Stadtrat, wo er beispielsweise 1913 vehement gegen eine Privatisierung der Karlsruher Straßenbahn eintrat. Neben seiner juristischen und politischen Tätigkeit engagierte er sich für die Gartenstadtbewegung und war an der Entstehung der Gartenstadt Karlsruhe im Stadtteil Rüppurr beteiligt, zu deren Aufsichtsrat er von 1911 bis 1922 gehörte. Eine ihm nahegelegte Kandidatur für die zweite Kammer der Badischen Ständeversammlung, wo der Sitz des Sozialdemokraten Ludwig Frank mit dessen Kriegstod frei geworden war, lehnte er ab, da er mit der Tätigkeit in seiner Kanzlei ausgelastet war.
Nach der Novemberrevolution führte er im Auftrag der provisorisch gebildeten neuen badischen Regierung Verhandlungen mit den neuen Regierungen Württembergs und Bayerns über die politische Neugestaltung des Deutschen Reiches. Ebenfalls ab November 1918 war er Vertreter der SPD in der so genannten Viererkommission zur Ausarbeitung einer demokratischen Verfassung für Baden. Neben ihm setzte sich diese aus den Juristen Johann Zehnter (Zentrum), Karl Glockner (Nationalliberale Partei) sowie Friedrich Weill (Fortschrittliche Volkspartei) zusammen. Während Dietz für die gewählte Volksvertretung als einzige Kammer plädierte, waren die drei anderen Mitglieder der Ansicht, es solle neben dem Parlament noch ein Gremium aus Vertretern der Stände, Kirchen, Universitäten und anderer Einrichtungen geben, die der neuen Verfassung eine deutlich konservativere Richtung gegeben hätte. Schließlich erarbeiteten sowohl Dietz als auch Glockner einen eigenen Verfassungsentwurf, woraufhin es zur endgültigen Spaltung des Ausschusses kam. Obwohl er mit seinem Vorschlag eines Einkammersystems in der Minderheit war, konnte sich Dietz’ Entwurf in der Ständeversammlung durchsetzen und wurde am 3. Januar 1919 von der provisorischen Regierung als offizieller Entwurf übernommen. Darin war eine starke Stellung des Parlaments verankert, wohingegen die Exekutive relativ schwach war. So sollten die Ministerpräsidenten (nach dem Entwurf als Staatspräsident bezeichnet) jedes Jahr neu gewählt werden.
Dietz gehörte auch dem am 5. Januar 1919 von der badischen Nationalversammlung gewählten Verfassungsausschuss an, dessen Vorsitzender er wurde. Außerdem gehörte er dem Vorstand der sozialdemokratischen Fraktion an. Letztlich wurde der weitgehend von Dietz entworfene Verfassungsentwurf fast ohne Veränderungen im März 1919 von der Nationalversammlung angenommen, musste allerdings nach dem Entwurf noch durch eine Volksabstimmung bestätigt werden. Da Dietz offenbar meinte, dass er seine Aufgabe erfüllt hatte, gab er noch vor der Volksabstimmung im April 1919 sein Mandat auf. Im Jahr 1920 trat Dietz aus der SPD aus und legte auch sein Stadtratsmandat nieder.
Dietz vertrat entschieden die Vereinbarkeit von Christentum und Sozialismus und engagierte sich in verschiedenen Organisationen des religiösen Sozialismus. So gehörte er zu den Gründern der Evangelischen Volkskirchlichen Vereinigung. Später war Dietz Mitglied im Bund der religiösen Sozialisten. Auch nach seiner politischen Tätigkeit blieb Dietz als Anwalt tätig und war von 1922 bis 1933 Vorsitzender der badischen Anwaltskammer.
Sein Urnengrab befindet sich auf dem Hauptfriedhof Karlsruhe.